# Armand Swartenbroeks
Armand Joseph Antoine Alexis Swartenbroeks (ur. 30 czerwca 1892 w Laeken, zm. 3 października 1980 w Koekelbergu) – belgijski piłkarz występujący podczas kariery na pozycji obrońcy. Złoty medalista z Antwerpii.

## Życiorys
Swartenbroeks całą swoją karierę klubową spędził w Daring Club de Bruxelles. Czterokrotnie był z nimi mistrzem Belgii.
Debiut w reprezentacji Belgii zaliczył 20 kwietnia 1913 roku w wygranym 4:2 towarzyskim meczu z reprezentacją Holandii. Wraz z kolegami zdobył złoty medal na Letnich Igrzyskach Olimpijskich 1920 w Antwerpii. Belgowie po kolei pokonywali reprezentacje Hiszpanii, Holandii oraz Czechosłowacji. Swartenbroeks zagrał w każdym z tych meczów. Także na Letnich Igrzyskach Olimpijskich 1924 wziął udział w turnieju razem z kolegami, lecz tam już w pierwszej rundzie polegli ze Szwedami. Ogólnie w barwach narodowych wystąpił 53 razy.

### Występy w reprezentacji w danym roku
| Reprezentacja | Rok     | Mecze | Bramki |
| ------------- | ------- | ----- | ------ |
| Belgia        | 1913    | 4     | 0      |
| Belgia        | 1914    | 3     | 0      |
| Belgia        | 1919    | 1     | 0      |
| Belgia        | 1920    | 5     | 0      |
| Belgia        | 1921    | 4     | 0      |
| Belgia        | 1922    | 4     | 0      |
| Belgia        | 1923    | 6     | 0      |
| Belgia        | 1924    | 6     | 0      |
| Belgia        | 1925    | 5     | 0      |
| Belgia        | 1926    | 4     | 0      |
| Belgia        | 1927    | 8     | 0      |
| Belgia        | 1928    | 3     | 0      |
| Ogólnie       | Ogólnie | 53    | 0      |